# Carmen Fuggiss
Carmen Fuggiss (* 1963 in Freiburg im Breisgau) ist eine deutsche Opern- und Operettensängerin (Sopran).

## Leben
Carmen Fuggiss wuchs in Emmendingen auf, besuchte dort das Goethe-Gymnasium und danach das St.-Ursula-Gymnasium in Freiburg, wo sie ihr Abitur ablegte. Bereits im Alter von 15 Jahren sang sie im Chor der Städtischen Bühnen Freiburg. Nach Rundfunkaufnahmen und Soloauftritten bei bedeutenden Konzerten in dieser Zeit wirkte sie 1983 zusammen mit Anneliese Rothenberger beim Gala-Abend des ZDF mit.
Danach nahm sie das Studium an den Musikhochschulen Karlsruhe und Frankfurt auf, wo Armand MacLane-Lanier ihr einflussreichster  Lehrer war. Außerdem studierte Fuggiss am Mozarteum Salzburg bei Hanna Ludwig. Ihre Studienfächer waren Diplom-Musikerziehung, Gesang, Klavier und Opernfach.
Nach dem Studium begann sie ihre künstlerische Laufbahn im Mainfranken Theater Würzburg und am Nationaltheater Mannheim. 1993 erhielt sie ein Engagement an der Staatsoper Hannover, wo sie als lyrische Koloratursopranistin mit dem Schwerpunkt in Partien von Wolfgang Amadeus Mozart und Richard Strauss tätig ist. Zudem  profilierte sie sich in Partien des italienischen Faches. Zu ihren wichtigsten Opernpartien gehören die Pamina (Die Zauberflöte), Susanna (Figaros Hochzeit), Konstanze (Die Entführung aus dem Serail), Lucia (Lucia di Lammermoor), Gilda (Rigoletto), Sophie (Der Rosenkavalier), Zerbinetta (Ariadne auf Naxos), Alban Bergs Lulu und Aribert Reimanns Melusine. In zahlreichen Rundfunk- und Fernsehproduktionen hat Fuggiss ihre Vielseitigkeit in verschiedensten Genres vom Mittelalter bis zur Moderne, vom Jazz bis zu Chansons gezeigt.
Carmen Fuggiss arbeitete unter anderem mit den Dirigenten Georg Solti, Michael Gielen, Kent Nagano, Fabio Luisi, Semjon Bytschkow, Lothar Zagrosek, Heinrich Schiff, Hubert Soudant und Ingo Metzmacher zusammen.

## Preise
- Jugend musiziert
- Siegerin des Bundeswettbewerbes für Nachwuchssänger in Berlin (1982)
- Bundeswettbewerb Gesang Berlin
- Mozartfest-Wettbewerb, Würzburg
- Bayerischer Staatsförderpreis München
- Kulturpreis der Stadt Emmendingen (1984)